# Boscia albitrunca
Boscia albitrunca là một loài thực vật có hoa trong họ Capparaceae. Loài này được (Burch.) Gilg & Benedict mô tả khoa học đầu tiên năm 1915.